# Camponotus piliventris
Camponotus piliventris é uma espécie de inseto do gênero Camponotus, pertencente à família Formicidae.